# Protea (automobil)
Protea este un automobil sport cu două locuri produs de către G.R.P. Engineering între anii 1957 și 1958. Numărul de automobile create nu se cunoaște exact, dar se presupune că au fost create între 14 și 26 de unități (din surse variate). Protea a fost primul automobil sud african construit urmat la 6 luni de GSM Dart.

## Unități rămase
Un Protea restaurat complet se află la Muzeul Auto Franschhoek, în timp ce un altul se află la Muzeul James Hall de Transport din Johannesburg.